# Fritz Scheller
Fritz Scheller (Norimberga, 14 settembre 1914 – Roßtal, 22 luglio 1997) è stato un ciclista su strada tedesco, vinse la medaglia di bronzo ai Mondiali di Copenaghen del 1937 nella categoria dei dilettanti dietro l'italiano Adolfo Leoni ed al danese Frode Sørensen; partecipò alla prova in linea ai Giochi olimpici di Berlino chiudendo al quarto posto assoluto.
Da professionista vide la sua carriera compromessa dalla Seconda guerra mondiale, prese parte al Tour de France nel 1938 ed ai Valkemburg, ritirandosi in entrambe le prove; chiuse due volte terzo il Deutschland Tour, nel 1939 e nel 1948.
Vinse tre edizioni dei Campionati tedeschi fra i dilettanti, mentre tra i professionisti non riuscì a ripetersi ma salì comunque sul podio della competizione nelle edizioni del 1938 e 1940.

## Palmares
- 1932 (Dilettanti, una vittoria)

Campionati tedeschi dilettanti, Prova in linea
- 1936 (Dilettanti, due vittorie)

Campionati tedeschi dilettanti, Prova in linea
Classifica generale Berlin-Warszawa
- 1937 (Dilettanti, una vittoria)

Campionati tedeschi dilettanti, Prova in linea
- 1938 (Adler, una vittoria)

Frankfurt am Main - Tour de Francfort
- 1939 (Adler, una vittoria)

Harzrundfahrt - Tour du Harz
- 1940 (Adler, una vittoria)

Rund um die Hainleite
- 1941 (Expresse, una vittoria)

2ª tappa Echarpe d'or "Torpedo" (Monaco di Baviera > Norimberga)

### Altri successi
- 1938 (Adler, una vittoria)

Großer Straßenpreis Weinstrasse (criterium)
- 1938 (Adler, una vittoria)

Großer Straßenpreis Weinstrasse (criterium)
- 1940 (Expresse, una vittoria)

Berlino (criterium)
- 1946 (Expresse, due vittorie)

Campionati tedeschi, Prova criterium
Monaco di Baviera (Criterium)

## Piazzamenti

### Grandi giri
- Tour de France

1938: ritirato (alla 9ª tappa)

### Competizioni mondiali
- Campionati del Mondo

Montlhéry 1933 - In linea Dilettanti: 5º
Berna 1936 - In linea Dilettanti: 9º
Copenaghen 1937 - In linea Dilettanti: 3º
Valkemburg 1938 - In linea Professionisti: ritirato
- Giochi olimpici

Berlino 1936 - In linea: 4º